# جون إي. إنديكوت
جون إي. إنديكوت (بالإنجليزية: John E. Endicott)‏ هو ضابط أمريكي، ولد في 1 أغسطس 1936.